# Lady Byng Memorial Trophy

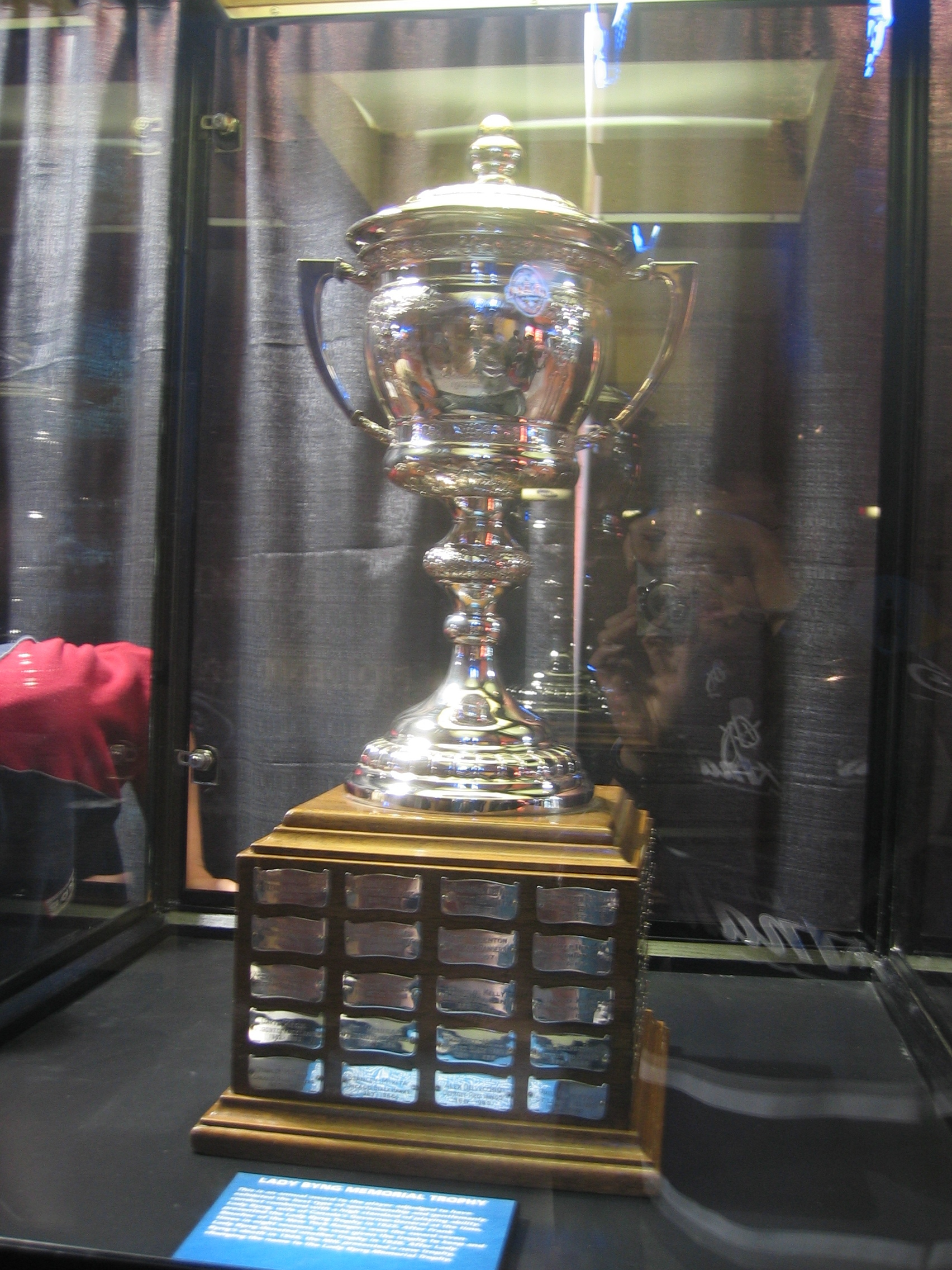
Lady Byng Memorial Trophy.

Lady Byng Memorial Trophy är ett årligt pris som tilldelas den spelare i National Hockey League som under grundserien visat största sportsliga och gentlemannamässiga uppträdande kombinerat med stor spelskicklighet. 
Vinnaren röstas fram av ishockeyjounalisterna i Professional Hockey Writers' Association.
Trofén är uppkallad efter Lady Byng, hustru till Julian H.G. Byng, som var generalguvernör i Kanada 1925.

## Vinnare

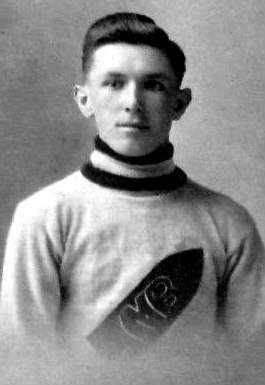
Frank Boucher vann Lady Byng Memorial Trophy sju gånger.

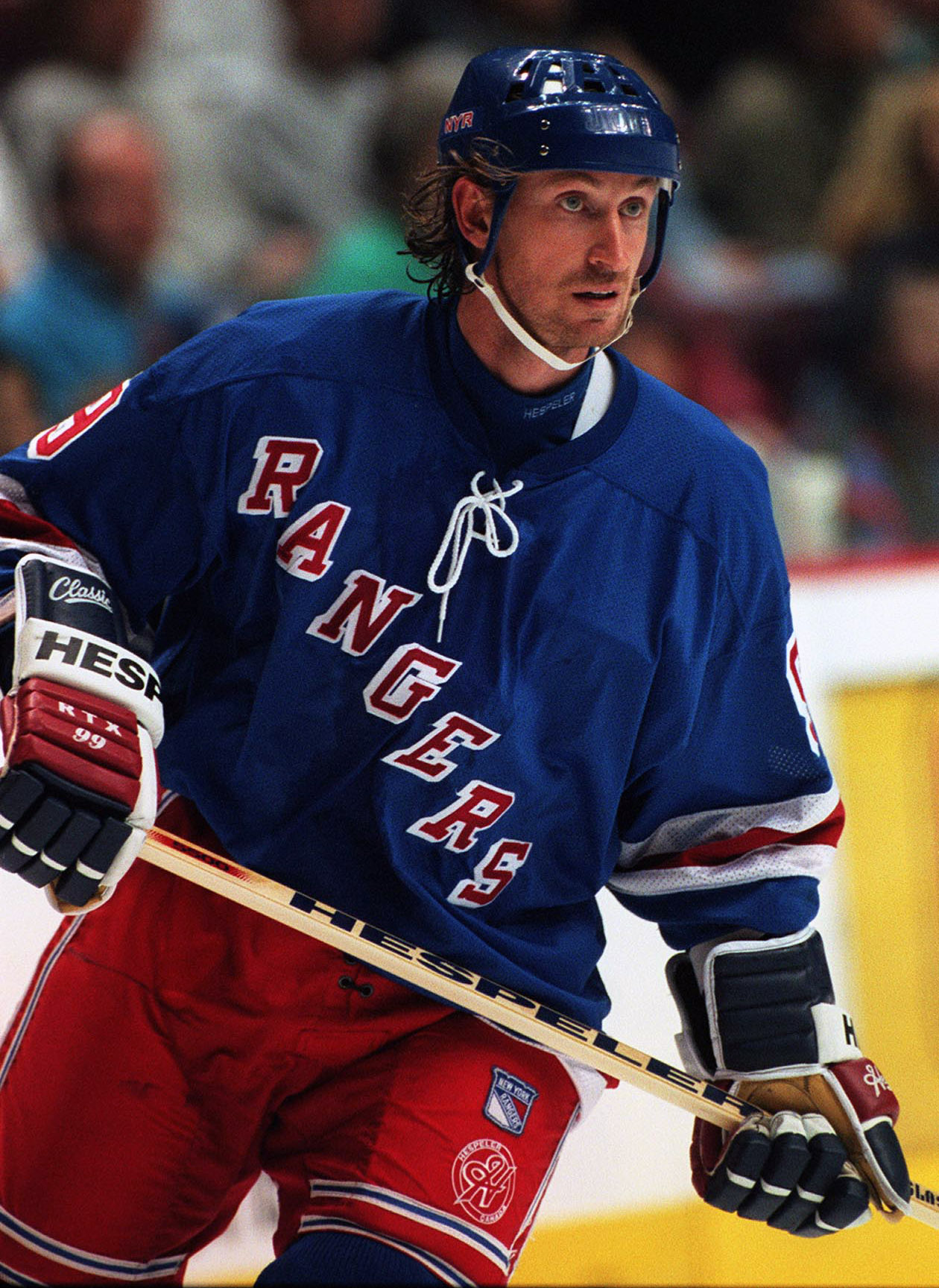
Wayne Gretzky vann Lady Byng Memorial Trophy fem gånger.

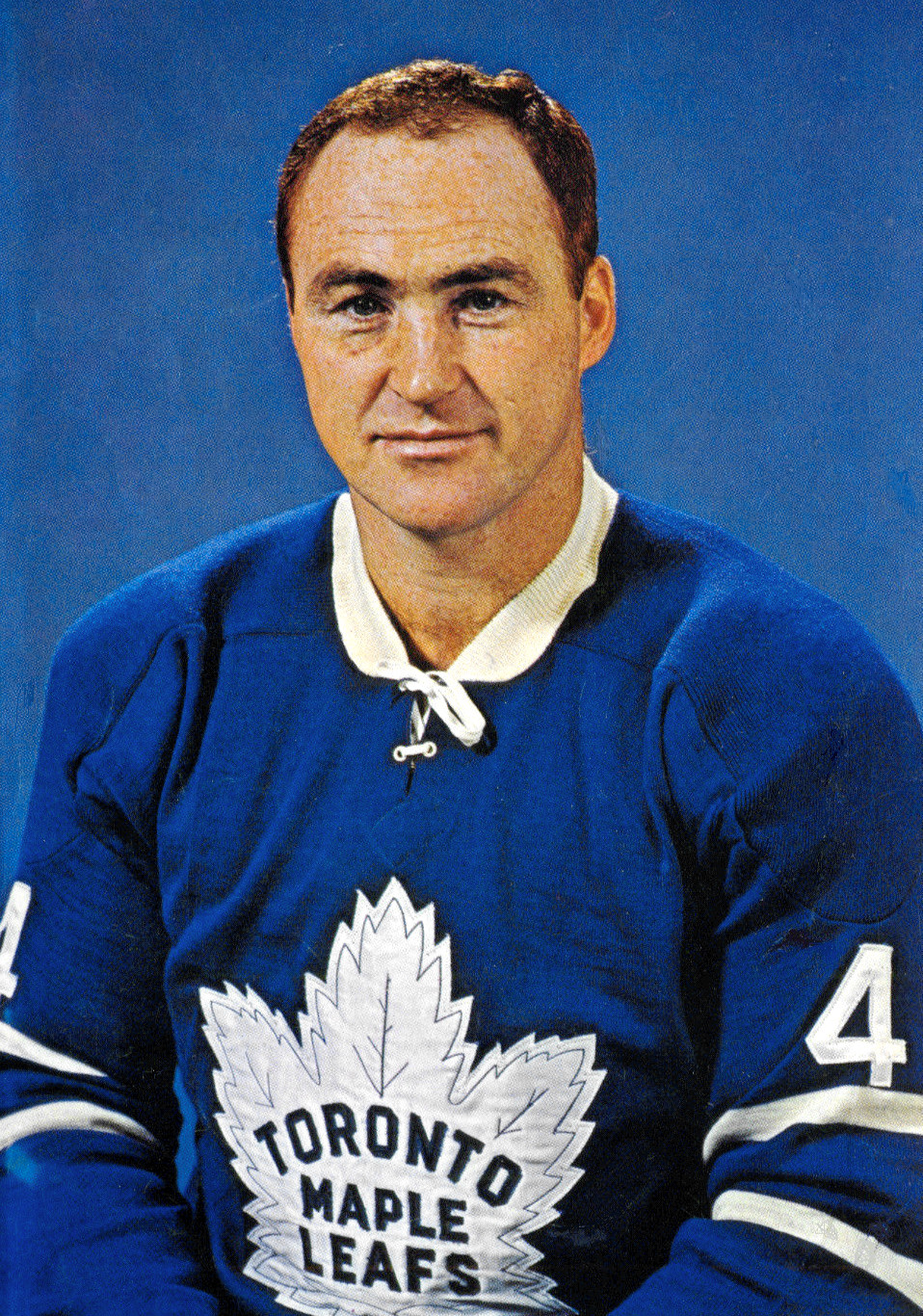
Red Kelly vann Lady Byng Memorial Trophy fyra gånger.

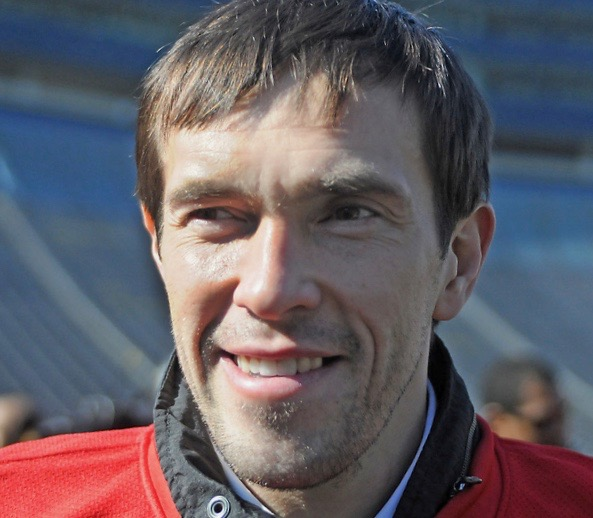
Pavel Datsiuk vann Lady Byng Memorial Trophy fyra gånger.

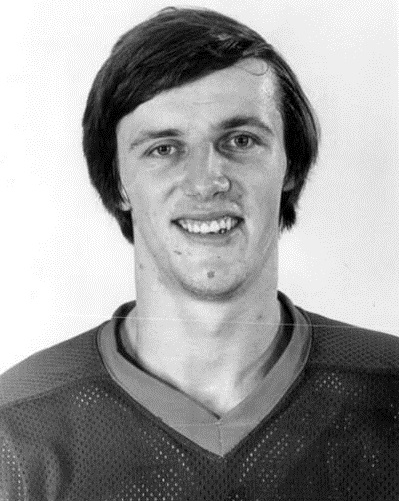
Mike Bossy vann Lady Byng Memorial Trophy tre gånger.

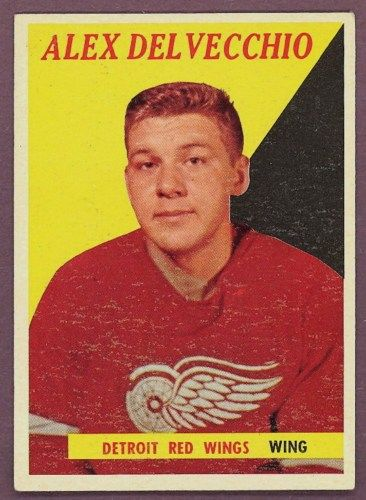
Alex Delvecchio vann Lady Byng Memorial Trophy tre gånger.

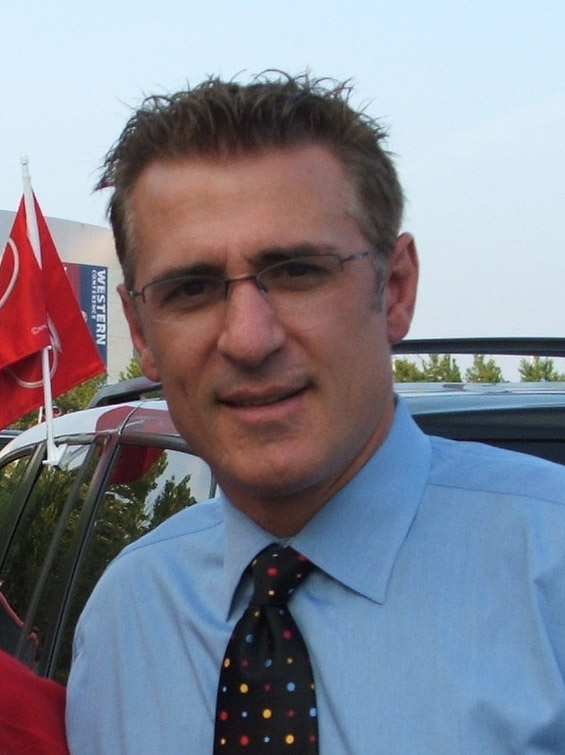
Ron Francis vann Lady Byng Memorial Trophy tre gånger.

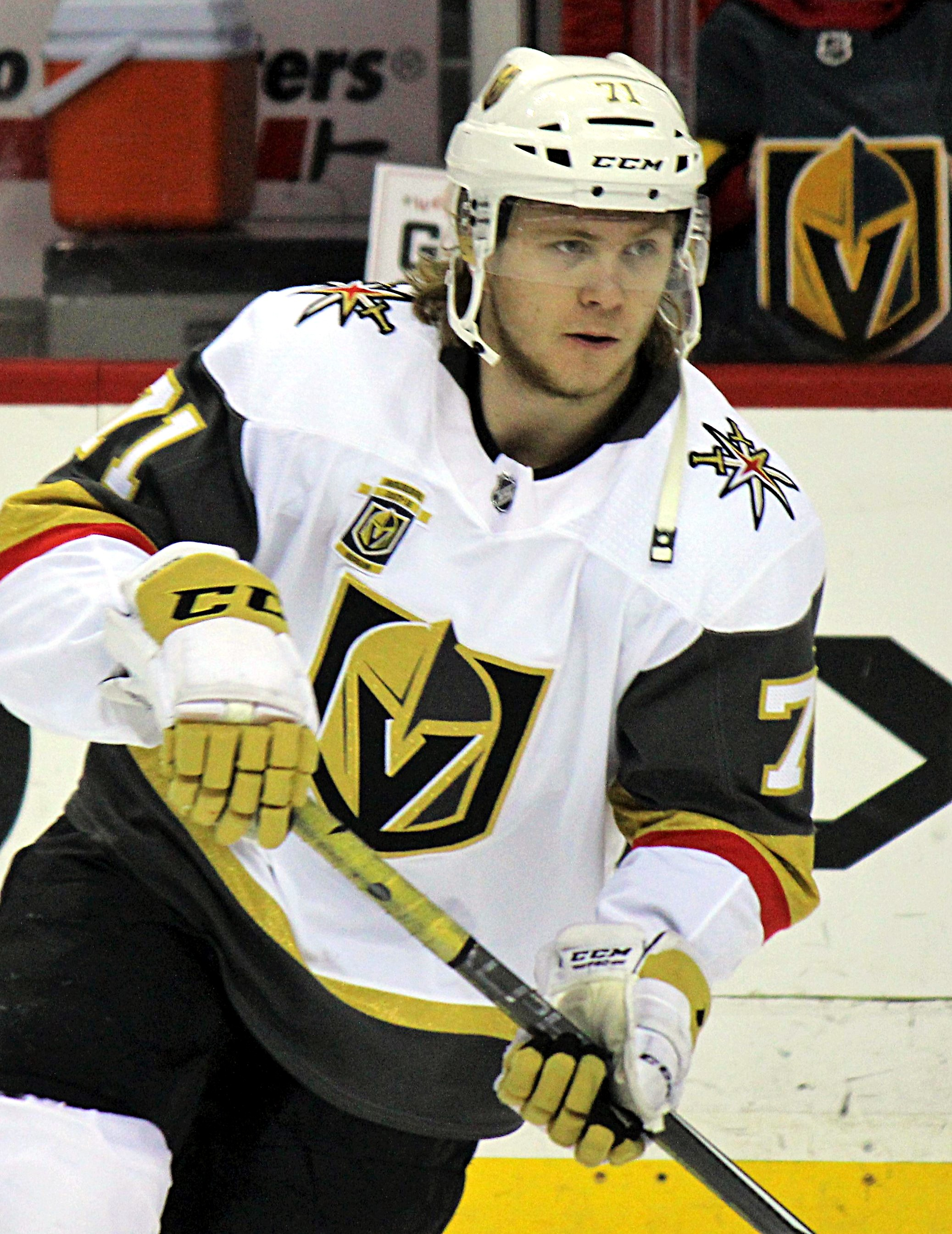
William Karlsson är den senaste svensken att vinna Lady Byng Memorial Trophy.

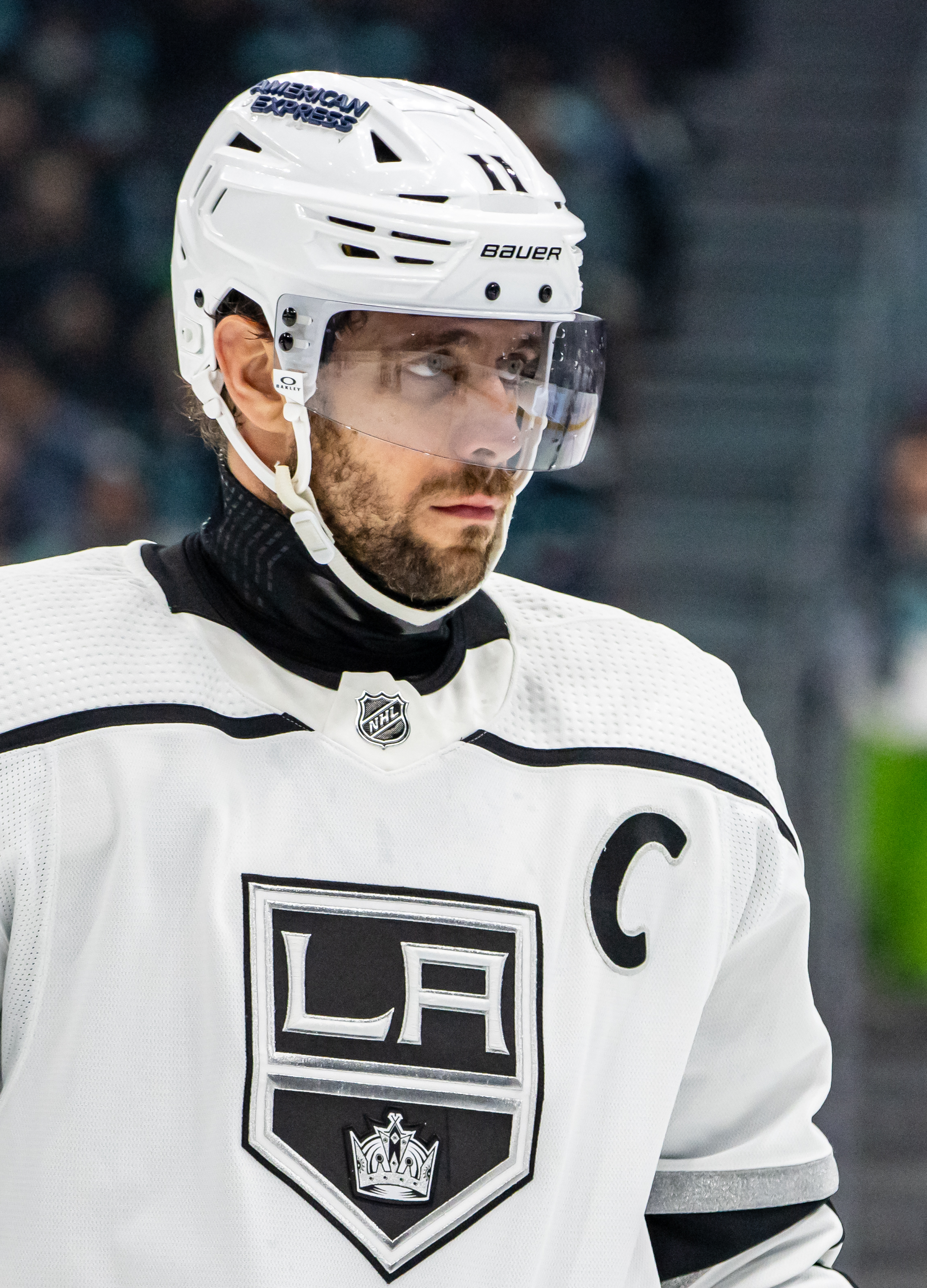
Anže Kopitar är den senaste spelaren som har vunnit Lady Byng Memorial Trophy.

Källa: 
| Säsong    | Vinnare                            | Lag                                | Vinster                            |
| --------- | ---------------------------------- | ---------------------------------- | ---------------------------------- |
| 1924–1925 | Frank Nighbor                      | Ottawa Senators                    | 1                                  |
| 1925–1926 | Frank Nighbor                      | Ottawa Senators                    | 2                                  |
| 1926–1927 | Billy Burch                        | New York Americans                 | 1                                  |
| 1927–1928 | Frank Boucher                      | New York Rangers                   | 1                                  |
| 1928–1929 | Frank Boucher                      | New York Rangers                   | 2                                  |
| 1929–1930 | Frank Boucher                      | New York Rangers                   | 3                                  |
| 1930–1931 | Frank Boucher                      | New York Rangers                   | 4                                  |
| 1931–1932 | Joe Primeau                        | Toronto Maple Leafs                | 1                                  |
| 1932–1933 | Frank Boucher                      | New York Rangers                   | 5                                  |
| 1933–1934 | Frank Boucher                      | New York Rangers                   | 6                                  |
| 1934–1935 | Frank Boucher                      | New York Rangers                   | 7                                  |
| 1935–1936 | Doc Romnes                         | Chicago Black Hawks                | 1                                  |
| 1936–1937 | Marty Barry                        | Detroit Red Wings                  | 1                                  |
| 1937–1938 | Gordie Drillon                     | Toronto Maple Leafs                | 1                                  |
| 1938–1939 | Clint Smith                        | New York Rangers                   | 1                                  |
| 1939–1940 | Bobby Bauer                        | Boston Bruins                      | 1                                  |
| 1940–1941 | Bobby Bauer                        | Boston Bruins                      | 2                                  |
| 1941–1942 | Syl Apps                           | Toronto Maple Leafs                | 1                                  |
| 1942–1943 | Max Bentley                        | Chicago Black Hawks                | 1                                  |
| 1943–1944 | Clint Smith                        | Chicago Black Hawks                | 2                                  |
| 1944–1945 | Bill Mosienko                      | Chicago Black Hawks                | 1                                  |
| 1945–1946 | Toe Blake                          | Montreal Canadiens                 | 1                                  |
| 1946–1947 | Bobby Bauer                        | Boston Bruins                      | 3                                  |
| 1947–1948 | Buddy O'Connor                     | New York Rangers                   | 1                                  |
| 1948–1949 | Bill Quackenbush                   | Detroit Red Wings                  | 1                                  |
| 1949–1950 | Edgar Laprade                      | New York Rangers                   | 1                                  |
| 1950–1951 | Red Kelly                          | Detroit Red Wings                  | 1                                  |
| 1951–1952 | Sid Smith                          | Toronto Maple Leafs                | 1                                  |
| 1952–1953 | Red Kelly                          | Detroit Red Wings                  | 2                                  |
| 1953–1954 | Red Kelly                          | Detroit Red Wings                  | 3                                  |
| 1954–1955 | Sid Smith                          | Toronto Maple Leafs                | 2                                  |
| 1955–1956 | Earl Reibel                        | Detroit Red Wings                  | 1                                  |
| 1956–1957 | Andy Hebenton                      | New York Rangers                   | 1                                  |
| 1957–1958 | Camille Henry                      | New York Rangers                   | 1                                  |
| 1958–1959 | Alex Delvecchio                    | Detroit Red Wings                  | 1                                  |
| 1959–1960 | Don McKenney                       | Boston Bruins                      | 1                                  |
| 1960–1961 | Red Kelly                          | Toronto Maple Leafs                | 4                                  |
| 1961–1962 | Dave Keon                          | Toronto Maple Leafs                | 1                                  |
| 1962–1963 | Dave Keon                          | Toronto Maple Leafs                | 2                                  |
| 1963–1964 | Kenny Wharram                      | Chicago Black Hawks                | 1                                  |
| 1964–1965 | Bobby Hull                         | Chicago Black Hawks                | 1                                  |
| 1965–1966 | Alex Delvecchio                    | Detroit Red Wings                  | 2                                  |
| 1966–1967 | Stan Mikita                        | Chicago Black Hawks                | 1                                  |
| 1967–1968 | Stan Mikita                        | Chicago Black Hawks                | 2                                  |
| 1968–1969 | Alex Delvecchio                    | Detroit Red Wings                  | 3                                  |
| 1969–1970 | Phil Goyette                       | St. Louis Blues                    | 1                                  |
| 1970–1971 | Johnny Bucyk                       | Boston Bruins                      | 1                                  |
| 1971–1972 | Jean Ratelle                       | New York Rangers                   | 1                                  |
| 1972–1973 | Gilbert Perreault                  | Buffalo Sabres                     | 1                                  |
| 1973–1974 | Johnny Bucyk                       | Boston Bruins                      | 2                                  |
| 1974–1975 | Marcel Dionne                      | Detroit Red Wings                  | 1                                  |
| 1975–1976 | Jean Ratelle                       | New York Rangers/Boston Bruins     | 2                                  |
| 1976–1977 | Marcel Dionne                      | Los Angeles Kings                  | 2                                  |
| 1977–1978 | Butch Goring                       | Los Angeles Kings                  | 1                                  |
| 1978–1979 | Bob MacMillan                      | Atlanta Flames                     | 1                                  |
| 1979–1980 | Wayne Gretzky                      | Edmonton Oilers                    | 1                                  |
| 1980–1981 | Rick Kehoe                         | Pittsburgh Penguins                | 1                                  |
| 1981–1982 | Rick Middleton                     | Boston Bruins                      | 1                                  |
| 1982–1983 | Mike Bossy                         | New York Islanders                 | 1                                  |
| 1983–1984 | Mike Bossy                         | New York Islanders                 | 2                                  |
| 1984–1985 | Jari Kurri                         | Edmonton Oilers                    | 1                                  |
| 1985–1986 | Mike Bossy                         | New York Islanders                 | 3                                  |
| 1986–1987 | Joe Mullen                         | Calgary Flames                     | 1                                  |
| 1987–1988 | Mats Näslund                       | Montreal Canadiens                 | 1                                  |
| 1988–1989 | Joe Mullen                         | Calgary Flames                     | 2                                  |
| 1989–1990 | Brett Hull                         | St. Louis Blues                    | 1                                  |
| 1990–1991 | Wayne Gretzky                      | Los Angeles Kings                  | 2                                  |
| 1991–1992 | Wayne Gretzky                      | Los Angeles Kings                  | 3                                  |
| 1992–1993 | Pierre Turgeon                     | New York Islanders                 | 1                                  |
| 1993–1994 | Wayne Gretzky                      | Los Angeles Kings                  | 4                                  |
| 1994–1995 | Ron Francis                        | Pittsburgh Penguins                | 1                                  |
| 1995–1996 | Paul Kariya                        | Mighty Ducks of Anaheim            | 1                                  |
| 1996–1997 | Paul Kariya                        | Mighty Ducks of Anaheim            | 2                                  |
| 1997–1998 | Ron Francis                        | Pittsburgh Penguins                | 2                                  |
| 1998–1999 | Wayne Gretzky                      | New York Rangers                   | 5                                  |
| 1999–2000 | Pavol Demitra                      | St. Louis Blues                    | 1                                  |
| 2000–2001 | Joe Sakic                          | Colorado Avalanche                 | 1                                  |
| 2001–2002 | Ron Francis                        | Carolina Hurricanes                | 3                                  |
| 2002–2003 | Aleksandr Mogilnyj                 | Toronto Maple Leafs                | 1                                  |
| 2003–2004 | Brad Richards                      | Tampa Bay Lightning                | 1                                  |
| 2004–2005 | Ingen vinnare på grund av lockout. | Ingen vinnare på grund av lockout. | Ingen vinnare på grund av lockout. |
| 2005–2006 | Pavel Datsiuk                      | Detroit Red Wings                  | 1                                  |
| 2006–2007 | Pavel Datsiuk                      | Detroit Red Wings                  | 2                                  |
| 2007–2008 | Pavel Datsiuk                      | Detroit Red Wings                  | 3                                  |
| 2008–2009 | Pavel Datsiuk                      | Detroit Red Wings                  | 4                                  |
| 2009–2010 | Martin St. Louis                   | Tampa Bay Lightning                | 1                                  |
| 2010–2011 | Martin St. Louis                   | Tampa Bay Lightning                | 2                                  |
| 2011–2012 | Brian Campbell                     | Florida Panthers                   | 1                                  |
| 2012–2013 | Martin St. Louis                   | Tampa Bay Lightning                | 3                                  |
| 2013–2014 | Ryan O'Reilly                      | Colorado Avalanche                 | 1                                  |
| 2014–2015 | Jiří Hudler                        | Calgary Flames                     | 1                                  |
| 2015–2016 | Anže Kopitar                       | Los Angeles Kings                  | 1                                  |
| 2016–2017 | Johnny Gaudreau                    | Calgary Flames                     | 1                                  |
| 2017–2018 | William Karlsson                   | Vegas Golden Knights               | 1                                  |
| 2018–2019 | Aleksandr Barkov Jr.               | Florida Panthers                   | 1                                  |
| 2019–2020 | Nathan MacKinnon                   | Colorado Avalanche                 | 1                                  |
| 2020–2021 | Jaccob Slavin                      | Carolina Hurricanes                | 1                                  |
| 2021–2022 | Kyle Connor                        | Winnipeg Jets                      | 1                                  |
| 2022–2023 | Anže Kopitar                       | Los Angeles Kings                  | 2                                  |
| 2023–2024 | Jaccob Slavin                      | Carolina Hurricanes                | 2                                  |
| 2024–2025 | Anže Kopitar                       | Los Angeles Kings                  | 3                                  |